# Урлук
Урлу́к (рос. Урлук) — село у складі Красночикойського району Забайкальського краю, Росія. Адміністративний центр Урлуцького сільського поселення.

## Населення
Населення — 1417 осіб (2010; 1784 у 2002).
Національний склад (станом на 2002 рік):
- росіяни — 100 %